# Полторанина, Ольга Михайловна
Ольга Михайловна Полторанина (в девичестве — Дудченко; род. 27 февраля 1987, Лениногорск, Восточно-Казахстанская область) — казахстанская биатлонистка, чемпионка Азиатских игр. Мастер спорта Республики Казахстан международного класса.

## Биография
Родилась в Лениногорске Восточно-Казахстанской области в семье тренеров Михаила Дудченко и Татьяны Дудченко.
В 2009 году вышла замуж за казахстанского лыжника Алексея Полторанина. Сын Евгений (2009 г.р.).

## Карьера
На чемпионате мира по биатлону среди юниоров 2002 года завоевала бронзу в спринте.
На Зимних Азиатских играх 2003 года  в составе казахстанской команды стала третьей в эстафете.
На чемпионате Европы 2005 года заняла третье место в индивидуальной гонке.
В сезонах 2004/05 и 2007/08 занимала второе место в общем зачете среди юниоров на этапах Кубка Европы.
Азиатские игры 2007 года принесли Ольге серебряную медаль в эстафете, а на Играх 2011 года казахстанские биатлонистки стали первыми.